# Psychotria argentinensis
Psychotria argentinensis är en måreväxtart som beskrevs av Nélida María Bacigalupo. Psychotria argentinensis ingår i släktet Psychotria och familjen måreväxter. Inga underarter finns listade i Catalogue of Life.